# Andreas Grüner
Andreas Grüner (* 4. Mai 1973) ist ein deutscher Klassischer Archäologe.

## Leben und Wirken
Andreas Grüner studierte nach dem Abitur am humanistischen Franz-Ludwig-Gymnasium in Bamberg von 1992 bis 1997 Klassische Archäologie, Klassische Philologie und Theologie an den Universitäten Bamberg und Freiburg im Breisgau. Nach dem Staatsexamen folgte das Promotionsstudium in den Fächern Klassische Archäologie, Latinistik und Alte Geschichte, 2000 bis 2001 forschte er als Stipendiat innerhalb des Forschungsprojektes „Stadtkultur in der Kaiserzeit“ an der Abteilung Rom des Deutschen Archäologischen Institutes. 2001 wurde Grüner mit der Arbeit venus ordinis. Der Wandel von Malerei und Literatur im Zeitalter der römischen Bürgerkriege an der Universität Freiburg promoviert.
2001 folgte im Rahmen der Ausbildung zum höheren Bibliotheksdienst ein Referendariat an der Bayerischen Staatsbibliothek München, im selben Jahr erhielt Grüner das Reisestipendium des Deutschen Archäologischen Instituts und bereiste ein Jahr lang den Mittelmeerraum. Nach seiner Rückkehr nach Deutschland arbeitete er 2002 bis 2008 als Wissenschaftlicher Assistent am Institut für Klassische Archäologie der Universität München. Dort erfolgte 2008 die Habilitation mit der Arbeit Capri und das System der kaiserlichen Residenzen außerhalb Roms. Anschließend war Grüner Akademischer Oberrat, danach Postdoc-Stipendiat am Graduiertenkolleg „Formen von Prestige in Kulturen des Altertums“ der Universität München. 2009/10 hatte er eine Lehrstuhlvertretung am Institut für Klassische Archäologie der Universität Tübingen inne, 2010 arbeitete er als Wissenschaftlicher Angestellter im Verbundprojekt Vitruv und die Techniken des Raumdekors der Technischen Universität München. 2011/2012 lehrte er am Institut für Klassische Archäologie der Universität Leipzig. Von 2012 bis 2013 vertrat er eine Professur am Institut für Klassische Archäologie der Universität Erlangen.
2013 erhielt Grüner den Ruf auf die W3-Professur für Klassische Archäologie der Universität Erlangen. 2014 bekleidete er eine Gastprofessur am Department of The History of Art and Architecture der Harvard University.
Wissenschaftliche Schwerpunkte von Grüner liegen in der Urbanistik und Sakraltopographie des antiken Rom, der römischen, insbesondere kaiserlichen Villen- und Palastarchitektur, der griechischen Architekturtheorie und der antiken Skulptur. Im Zentrum stehen dabei Strategien der Raumgestaltung und Ikonographie mit einem Schwerpunkt auf bildwissenschaftlichen, ästhetischen und technologischen Fragestellungen. Weitere Interessen gelten der Landschaftsarchäologie im östlichen Mittelmeerraum sowie der Rezeption der Antike in Renaissance und Nationalsozialismus.

## Schriften

### Monographien
- Venus ordinis. Der Wandel von Malerei und Literatur im Zeitalter der römischen Bürgerkriege (= Studien zur Geschichte und Kultur des Altertums. Neue Folge, 1. Reihe, Bd. 21). Schöningh, Paderborn 2004, ISBN 3-506-79071-4 (Dissertation).
- mit Georg Pöhlein: Kosmos des Fragments. Ornament und Oberflächen griechischer Keramik. Wasmuth & Zohlen, Berlin 2024, ISBN 978-3-8030-3408-3.

### Herausgeber
- mit Erwin Emmerling, Stefanie Correll und Ralf Kilian: Firmitas et Splendor. Vitruv und die Techniken des Wanddekors (= Studien aus dem Lehrstuhl für Restaurierung, Technische Universität München, Fakultät für Architektur). Verlag der Anton Siegl Fachbuchhandlung, München 2014, ISBN 978-3-935643-62-7 (online).
- mit Anna Anguissola: The Nature of Art. Pliny the Elder on Materials. Brepols, Turnhout 2020, ISBN 978-2503591179
- mit Martin Düchs, Christian Illies, Sabine Vogt: Architektur, Atmosphäre, Wahrnehmung. Die römische Villa als Chance für das Bauen heute. Springer Fachmedien, Wiesbaden 2022, ISBN 978-3658223205
- mit Julian Schreyer: Zeitschrift für archäologische Aufklärung. Transcript, Bielefeld, seit 2024, ISSN 2940-9993, eISSN 2941-0002 (Digitalisat)

### Aufsätze (Auswahl)
- Von Didyma zur Reichskanzlei. Eine Ikone des Nationalsozialismus und ihr hellenistisches Vorbild. In: Pegasus. Berliner Beiträge zum Nachleben der Antike. H. 6, 2004, S. 133–148 (Digitalisat).
- Die Nike von Samothrake. In: Luca Giuliani (Hrsg.): Meisterwerke der antiken Kunst. C. H. Beck, München 2005, S. 50–71.
- Architektur und Ästhetik spätrepublikanischer Fischzuchtanlagen. Zur Wahrnehmung gattungsübergreifender Dekorationssysteme in der spätrepublikanischen Kunst. In: Archäologischer Anzeiger. 2006, H. 1, S. 31–60.
- Das Pantheon des Agrippa: Architektonische Form und urbaner Kontext. In: Gerd Graßhoff, Michael Heinzelmann, Markus Wäfler (Hrsg.): The Pantheon in Rome. Contributions to the Conference, Bern, November 9–12, 2006 (= Bern Studies in the History and Philosophy of Science. Pantheon, Bd. 1). Bern 2009, S. 41–68 (Digitalisat).
- Die kaiserlichen Villen in severischer Zeit. Eine Bestandsaufnahme. In: Natascha Sojc, Aloys Winterling, Ulrike Wulf-Rheidt (Hrsg.): Palast und Stadt im severischen Rom. Stuttgart 2013, S. 231–286.
- Licht und Oberfläche bei Vitruv. Überlegungen zum Status sensualistischer Gestaltungsstrategien in der römischen Architektur. In: Firmitas et Splendor 2014, S. 415–463.
- Schönheit und Massenproduktion. Die Ästhetik der Terra Sigillata. In: Manuel Flecker (Hrsg.): Neue Bilderwelten. Zu Ikonographie und Hermeneutik Italischer Sigillata. (= Tübinger Archäologische Forschungen, Bd. 23). VML Verlag Marie Leidorf GmbH, Rahden 2017, S. 1–11 ISBN 978-3-89646-914-4.
- Die Rhetorik der griechischen Skulptur. In: Wolfgang Brassat (Hrsg.): Handbuch Rhetorik der Bildenden Künste. De Gruyter, Berlin 2017, S. 125–148 ISBN 978-3-11-033149-3